# Бан (право)
Бан (від старо-верхньонімецького ban – прилюдне оголошення) – в середньовіччя  право голови держави здійснювати найвищу владу – судову (судовий бан) та військову (військовий бан), видавати накази, піддавати покаранню тощо. В період раннього середньовіччя належав королю та посадовим особам, пізніше перейшов до сеньйорів. В цей час баном почали називати також поширення судово-адміністративної влади феодала на певну територію.